# كلاوس كوخ
كلاوس كوش (بالألمانية: Klaus Koch)‏ هو عالم عقيدة ألماني، ولد في 4 أكتوبر 1926 في آبلدا في ألمانيا، وتوفي في 28 مارس 2019.